# Stentrumstecken
Stentrumstecken (石鼓文; Shígǔwén) är en tidig variant av kinesisk kalligrafi från Zhoudynastin (1046–256 f.Kr.).
Texten är inristad på tio stentrummor, och stilen påminner om stor sigillskrift. Under den efterföljare Qindynastin (221–206 f.Kr.) standardiserades skriften i Kina av premiärminister Li Si till sigillskrift. Stenmrumstecken låg till grund för skapandet av sigillskriften.
Tecknen tillskrivs traditionellt en hög ämbetsman som levde ca 800 år f.Kr., med stentrummorna är daterade till slutet av Vår- och höstperioden ungefär 500 f.Kr. Stentrummorna hittades i början på 600-talet.
Texten på stentrummorna är dikter som hyllar och firar jaktlyckan hos de styrande av riket Qin.

## Galleri

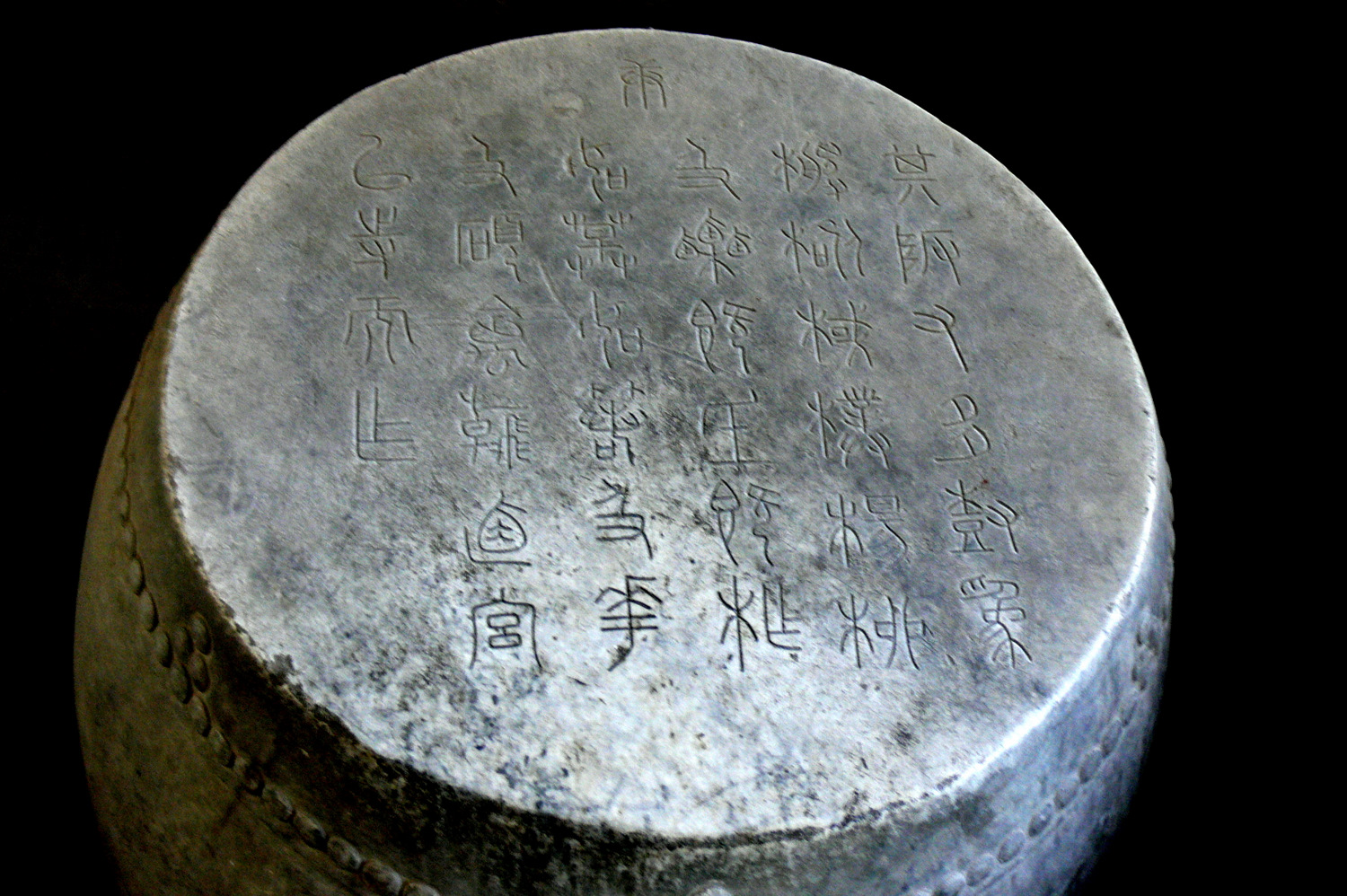
Stentrumma med stentrumstecken som är utställd i Sommarresidenset i Chengde i Hebei.
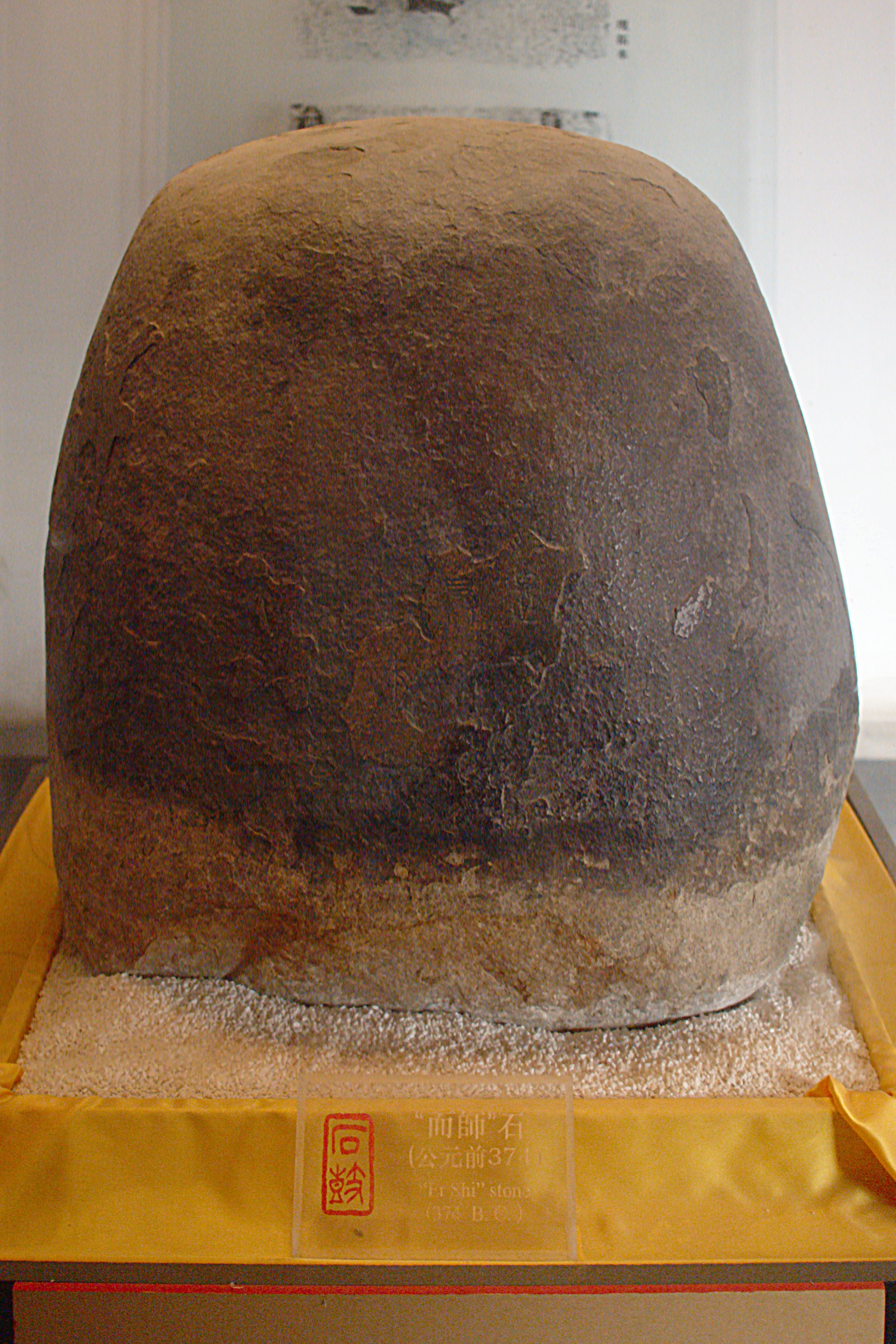
Stentrumman 而師 (érshī) som är utställd i Förbjudna staden i Peking.
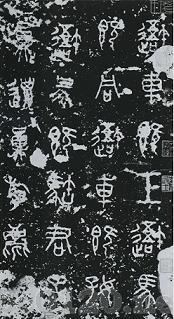
Närbild på stentrumstecken i en stentrumma.
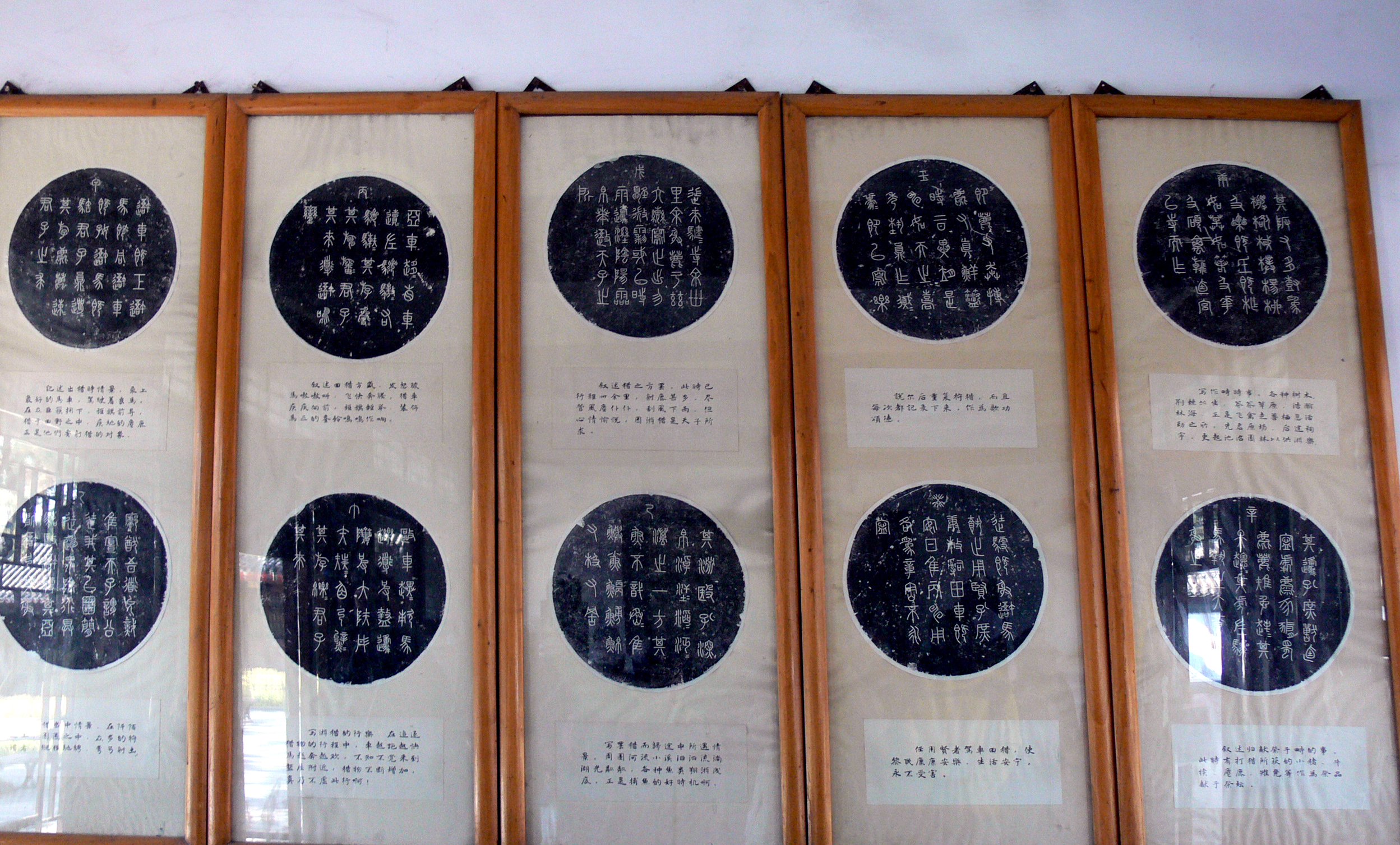
Texterna på stentrummorna utställda på Sommarresidenset i Chengde i Hebei.